# Seznam slovenskih boksarjev
Seznam slovenskih boksarjev.

## B
- Nino Benvenuti
- Andreja Bešter (trenerka)

## C
- Gordan Ceder
- Jože Centa (boksar) (1951-2017)
- Andraž Ciuha (trener)

## G
- Janez Gale (1931-2006), trener
- Abubekrin Galić
- Bojan Galin

## I
- Jože Ipavec

## K
- Ema Kozin
- Robert (Robi) Kramberger (svetovni vojaški prvak do 81 kg)

## M
- Boris Makarič PROFESIONAL (37-9)
- Martin Blazheski AMATURE (47-0)
- Aleksandra Mikić AMATURE (29-5)
- Lojze Mužina PROFESIONAL (22-0) Lojze Mužina

## N
- Jakob Nedoh ?

## O
- Tanja Ovsenik ?

## P
- Marko Pečovnik
- Nejc Petrič

## S
- Denis Simčič
- Eddie Simms (ameriški Slovenec)
- Marjan Skumavc

## Š
- Nika Šušteršič

## Z
- Dejan Zavec
- Pavle Zorc

## W
- Božidar Wochl
- Franci Wieser (koroški Slovenec)